# ARTN
ARTN (англ. Artemin) – білок, який кодується однойменним геном, розташованим у людей на короткому плечі 1-ї хромосоми.  Довжина поліпептидного ланцюга білка становить 220 амінокислот, а молекулярна маса — 22 878.
| 10         |  | 20         |  | 30         |  | 40         |  | 50         |
| ---------- |  | ---------- |  | ---------- |  | ---------- |  | ---------- |
| MELGLGGLST |  | LSHCPWPRQQ |  | PALWPTLAAL |  | ALLSSVAEAS |  | LGSAPRSPAP |
| REGPPPVLAS |  | PAGHLPGGRT |  | ARWCSGRARR |  | PPPQPSRPAP |  | PPPAPPSALP |
| RGGRAARAGG |  | PGSRARAAGA |  | RGCRLRSQLV |  | PVRALGLGHR |  | SDELVRFRFC |
| SGSCRRARSP |  | HDLSLASLLG |  | AGALRPPPGS |  | RPVSQPCCRP |  | TRYEAVSFMD |
| VNSTWRTVDR |  | LSATACGCLG |  |            |  |            |  |            |

A: Аланін

C: Цистеїн

D: Аспарагінова кислота

E: Глутамінова кислота

F: Фенілаланін

G: Гліцин

H: Гістидин

L: Лейцин

M: Метіонін

N: Аспарагін

P: Пролін

Q: Глутамін

R: Аргінін

S: Серин

T: Треонін

V: Валін

W: Триптофан

Кодований геном білок за функцією належить до факторів росту. 
Секретований назовні.